# Leksdalsvatnet
Leksdalsvatnet er en sø i kommunerne Steinkjer og Verdal i Trøndelag fylke i Norge. Den ligger syd for byen Steinkjer og nordøst for Verdalsøra, omkring 6 km øst for Trondheimsfjorden. har udløb gennem elven Figgja til Beitstadfjorden der er den inderste fjordarm af Trondheimsfjorden.

## Eksterne kilder og henvisninger
1. ↑  Ramberg, Ivar B.; Bryhni, I.; Nottvedt, A. (2008). The making of a land: geology of Norway. Geographical Society of Norway. ISBN 978-82-92394-42-7.